# Rifnik (hrib)
Rifnik pri Šentjurju je hrib nad Šentjurjem, ki je bil, zaradi svoje ugodne lege, naseljen že v mlajši kameni dobi. Danes je tudi priljubljena izletniška točka, saj je na njem urejen arheološki park. 
Hrib je stožčasto oblikovan. S severne in vzhodne strani je skoraj nedostopen, južno terasasto oblikovano pobočje pa je lažje dostopno. Z vrha je lep razgled na okolico Šentjurja in ostanke poznoantične naselbine.

## Arheološko najdišče
Hrib Rifnik je bil poseljen od konca mlajše kamene dobe (bakrena doba), skozi pozno bronasto dobo in starejšo železno dobo ter v keltskih in rimskih časih do pozne antike.
Območje s pomembnimi najdbami na hribu so uredili v arheološki park. Ima obnovljene temelje poznoantične vasi z obzidjem s stražarnicami, vodni zbiralnik, v katerega se je stekala voda iz streh cerkve, sedem hiš in dve starokrščanski cerkvi. Cerkev je bila verjetno zgrajena na začetku 6. stoletja. Sredi istega stoletja so prizidali vhodno lopo  ali narteks, v katerem je bil odkrit sarkofag z okostjema starejše ženske in mlajšega moškega. Sledil je še stranski prostor s krstilnico in manjši stanovanjski del. Druga cerkev leži na robu zgornjega platoja. Domnevajo da je služila verski ločini arijancev, ki so ji med drugimi pripadali Vzhodni Goti in Langobardi. Osem stanovanjskih hiš je bilo raziskanih, večina jih je bila razporejena na južnih terasah pod cerkvijo, dve sta prislonjeni na obzidje. Na pobočju pod naselbino je bilo odkrito tudi grobišče.
V eni izmed rekonstruiranih stavb je danes urejena predstavitev najdb s tlorisi, v vodnem zbiralniku je lapidarij.
Na pobočju pod vrhom hriba se nahajajo razvaline grajskega stolpa, ob katerem stoji grad Rifnik, ki je bil prvič omenjen leta 1163, opuščen pa je bil sredi 17.stol.
- Grad na vrhu Rifnika, Georg Matthäus Vischer, Topographia Ducatus Stiriae, Gradec 1681
- Južna terasa hriba
- Ostanki arijanske cerkve
- Arheološka razstava